# Mitchell Tenpenny

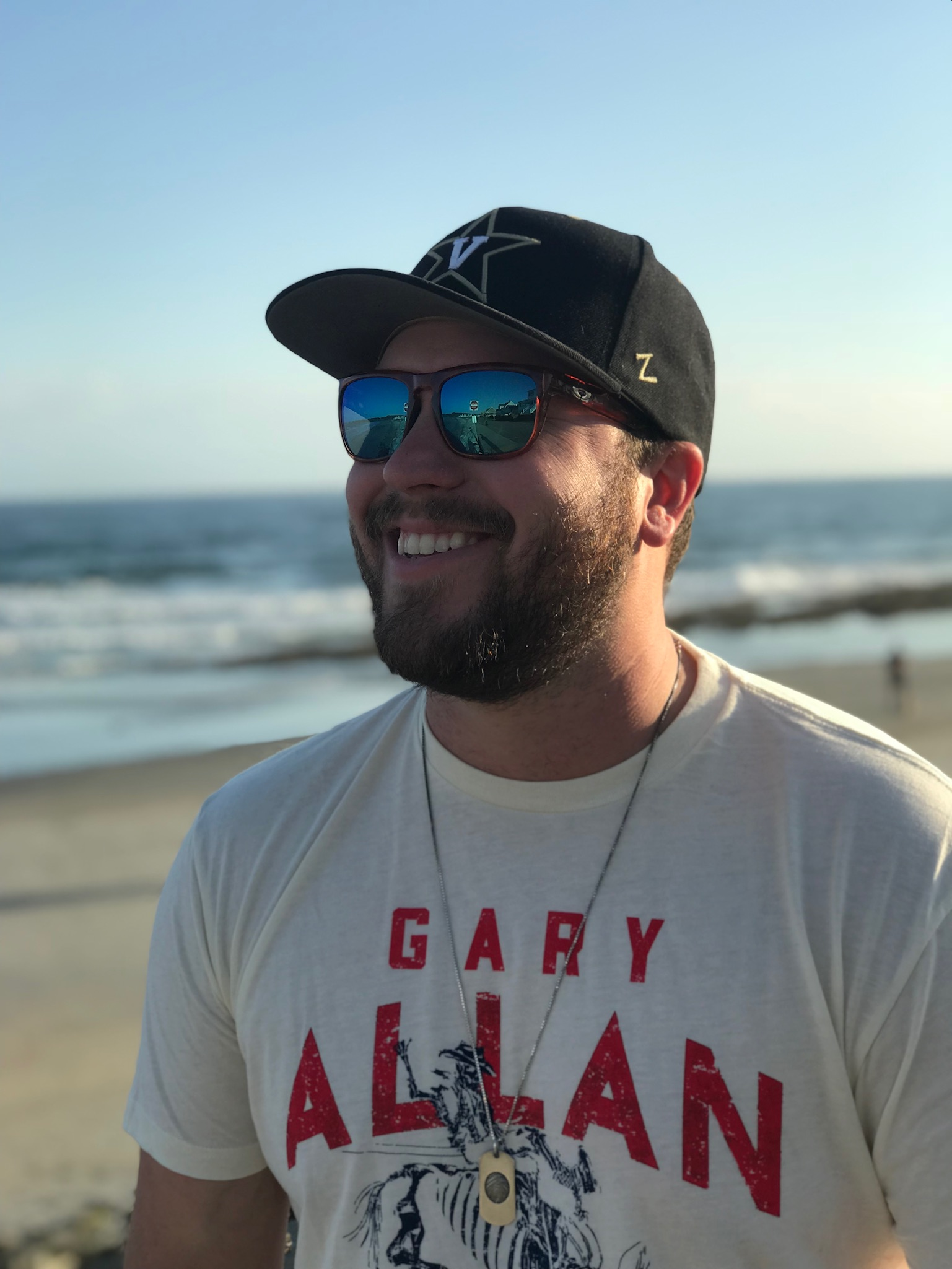
Mitchell Tenpenny 2017

Mitchell Tenpenny (* 17. August 1989 in Nashville, Tennessee) ist ein US-amerikanischer Country-Pop-Sänger. Seinen Durchbruch hatte er 2018 mit dem Song Drunk Me und dem Album Telling All My Secrets.

## Biografie
Mitchell Tenpennys Jugend in der „City of Music“ Nashville war geprägt von seiner Großmutter Donna Hilley, die Vorstand des Musikverlags Sony/ATV war. Dadurch bekam er unter anderem Kontakt mit den Songwritern Bobby Braddock und Curly Putman und mit 13 Jahren beschloss er, Gitarre zu lernen und seine eigenen Lieder zu schreiben. Er setzte den Weg konsequent fort, studierte Music Business an der Middle Tennessee State University und begann Mitte der 2010er Jahre mit eigenen Veröffentlichungen.
Bereits auf seinem ersten Album Black Crow hatte er namhafte Unterstützung unter anderem von Ace Frehley von Kiss und Brian Welch von Korn. Die beiden Musiker standen auch für den rockigen Countrystil des Albums. Daneben machte er aber auch als Songwriter für andere auf sich aufmerksam, zum Beispiel als Autor für Granger Smith (If the Boot Fits) und American Idol Nick Fradiani.
Vor seinem zweiten Album unterschrieb er bei Riser House Entertainment. Dort erschien 2017 der Song Alcohol You Later und die EP Linden Ave, wobei er sich vom Rock entfernte und R&B-Elemente in seine Musik einfließen ließ. Der Durchbruch kam ein Jahr später mit dem Song Drunk Me. Das Lied wurde ein Radiohit, kam auf Platz 6 der Countrycharts und auch in die Top 40 der offiziellen Charts. Es brachte ihm Doppelplatin und auch seine nach ihm selbst benannte EP mit dem Song darauf kam in die Country-Albumcharts.
Noch vor Jahresende hatte er sein zweites Studioalbum Telling All My Secrets fertiggestellt, das bei Rising House/Columbia erschien. Mit Platz 5 in den Country- und Platz 53 in den offiziellen Charts konnte es den Erfolg des Songs bestätigen. Die gleichzeitige Wiederveröffentlichung von Alcohol You Later brachte ihn in die Country-Singlecharts.
Danach konzentrierte er sich auf einzelne Songveröffentlichungen, darunter auch Kollaborationen zum Beispiel mit Colt Ford und Chris Young, und hatte einige kleinere Countryhits. 2020 veröffentlichte er die Weihnachts-EP Neon Christmas. Im Jahr darauf erschien Midtown Diaries, ein Album mit nur acht Songs. Es brachte ihn wieder in die offiziellen Charts, der Erfolg blieb aber deutlich hinter dem des Vorgängeralbums zurück.

## Diskografie

### Studioalben
| Jahr | Titel                  | Höchstplatzierung, Gesamtwochen, AuszeichnungChartplatzierungen (Jahr, Titel, Platzierungen, Wochen, Auszeichnungen, Anmerkungen) | Höchstplatzierung, Gesamtwochen, AuszeichnungChartplatzierungen (Jahr, Titel, Platzierungen, Wochen, Auszeichnungen, Anmerkungen) | Anmerkungen                              |
| Jahr | Titel                  | US | Country | Anmerkungen                              |
| ---- | ---------------------- | --- | --- | ---------------------------------------- |
| 2018 | Telling All My Secrets | US53 (8 Wo.)US | Country5 (39 Wo.)Country | Erstveröffentlichung: 14. Dezember 2018  |
| 2021 | Midtown Diaries        | US191 (1 Wo.)US | Country23 (1 Wo.)Country | Erstveröffentlichung: 10. September 2021 |
| 2022 | This Is The Heavy      | US123 (1 Wo.)US | Country14 (4 Wo.)Country | Erstveröffentlichung: 16. September 2022 |

Weitere Alben
- 2015: Black Crow
- 2021: Naughty List

### EPs
| Jahr | Titel             | Höchstplatzierung, Gesamtwochen, AuszeichnungChartplatzierungen (Jahr, Titel, Platzierungen, Wochen, Auszeichnungen, Anmerkungen) | Höchstplatzierung, Gesamtwochen, AuszeichnungChartplatzierungen (Jahr, Titel, Platzierungen, Wochen, Auszeichnungen, Anmerkungen) | Anmerkungen                            |
| Jahr | Titel             | US | Country | Anmerkungen                            |
| ---- | ----------------- | --- | --- | -------------------------------------- |
| 2018 | Mitchell Tenpenny | — | Country35 (13 Wo.)Country | Erstveröffentlichung: 23. Februar 2018 |

Weitere EPs 
- 2017: Linden Ave
- 2020: Neon Christmas

### Singles
| Jahr | Titel Album                              | Höchstplatzierung, Gesamtwochen, AuszeichnungChartplatzierungen (Jahr, Titel, Album, Platzierungen, Wochen, Auszeichnungen, Anmerkungen) | Höchstplatzierung, Gesamtwochen, AuszeichnungChartplatzierungen (Jahr, Titel, Album, Platzierungen, Wochen, Auszeichnungen, Anmerkungen) | Anmerkungen                                              |
| Jahr | Titel Album                              | US | Country | Anmerkungen                                              |
| ---- | ---------------------------------------- | --- | --- | -------------------------------------------------------- |
| 2018 | Drunk Me Telling All My Secrets          | US39 ×4Vierfachplatin · (21 Wo.)US | Country6 (26 Wo.)Country | Erstveröffentlichung: 26. März 2018                      |
| 2019 | Alcohol You Later Telling All My Secrets | US— GoldUS | Country41 (12 Wo.)Country | Erstveröffentlichung: 11. Februar 2019                   |
| 2019 | Anything She Says –                      | US— GoldUS | Country45 (11 Wo.)Country | Erstveröffentlichung: 25. Juli 2020 feat. Seaforth       |
| 2021 | Bucket List Midtown Diaries              | US— GoldUS | Country45 (1 Wo.)Country | Erstveröffentlichung: 1. Januar 2021                     |
| 2021 | Truth About You Midtown Diaries          | US54 Platin · (13 Wo.)US | Country11 (59 Wo.)Country | Erstveröffentlichung: 9. Juli 2021                       |
| 2021 | At the End of a Bar Famous Friends       | US75 Gold · (6 Wo.)US | Country16 (34 Wo.)Country | Erstveröffentlichung: 13. September 2021 mit Chris Young |
| 2022 | We Got History This Is The Heavy         | US— PlatinUS | Country28 (31 Wo.)Country | Erstveröffentlichung: 15. September 2022                 |

Weitere Singles
- 2015: Black Crow
- 2015: Cane’s Creek
- 2015: Love & Rock n’ Roll
- 2019: Slow Ride (Colt Ford feat. Mitchell Tenpenny)
- 2020: Can’t Go to Church
- 2020: Here
- 2020: Broken Up
- 2021: To Us It Did

## Auszeichnungen für Musikverkäufe
| Goldene Schallplatte - Australien - 2025: für die Single Truth About You - 2025: für die Single We Got History - Kanada - 2023: für die Single We Got History - Vereinigte Staaten - 2024: für das Lied Goodbye Looks Good On You - 2024: für das Lied Bitches | Platin-Schallplatte - Australien - 2025: für die Single Drunk Me - Kanada - 2023: für die Single Bucket List - 2023: für die Single Truth About You 2× Platin-Schallplatte - Kanada - 2023: für die Single Drunk Me |

Anmerkung: Auszeichnungen in Ländern aus den Charttabellen bzw. Chartboxen sind in ebendiesen zu finden.
| Land/RegionAuszeichnungen für Musikverkäufe (Land/Region, Auszeichnungen, Verkäufe, Quellen) | Gold     | Platin       | Verkäufe  | Quellen         |
| -------------------------------------------------------------------------------------------- | -------- | ------------ | --------- | --------------- |
| Australien (ARIA)                                                                            | 2× Gold2 | Platin1      | 140.000   | aria.com.au     |
| Kanada (MC)                                                                                  | Gold1    | 4× Platin4   | 360.000   | musiccanada.com |
| Vereinigte Staaten (RIAA)                                                                    | 6× Gold6 | 6× Platin6   | 9.000.000 | riaa.com        |
| Insgesamt                                                                                    | 9× Gold9 | 11× Platin11 |           |                 |